# Démographie de la Charente
Le département de la Charente se caractérise par une certaine stagnation démographique alors qu'il a connu de profonds bouleversements à l'intérieur de ses limites départementales, avec notamment l'émergence d'Angoulême comme principale agglomération.
Avec ses 351 603 habitants en 2022, le département français de la Charente se situe en 67e position sur le plan national.
En six ans, de 2015 à 2021, sa population a diminué de près de 2 750 unités, c'est-à-dire de plus ou moins 460 personnes par an. Mais cette variation est différenciée selon les 362 communes que comporte le département.
La densité de population de la Charente, 59 habitants par kilomètre carré en 2022, est deux fois inférieure à celle de la France entière qui est de 107,1 hab./km2 pour la même année.

## Évolution démographique du département de la Charente
En 2022, le département comptait 351 603 habitants, en évolution de −0,48 % par rapport à 2016 (France hors Mayotte : +2,11 %).
| 1791    | 1801    | 1806    | 1821    | 1826    | 1831    | 1836    | 1841    | 1846    |
| ------- | ------- | ------- | ------- | ------- | ------- | ------- | ------- | ------- |
| 339 789 | 299 029 | 327 052 | 347 541 | 353 653 | 362 531 | 365 126 | 367 893 | 379 031 |

| 1851    | 1856    | 1861    | 1866    | 1872    | 1876    | 1881    | 1886    | 1891    |
| ------- | ------- | ------- | ------- | ------- | ------- | ------- | ------- | ------- |
| 382 912 | 378 721 | 379 081 | 378 218 | 367 520 | 373 950 | 370 822 | 366 408 | 360 259 |

| 1896    | 1901    | 1906    | 1911    | 1921    | 1926    | 1931    | 1936    | 1946    |
| ------- | ------- | ------- | ------- | ------- | ------- | ------- | ------- | ------- |
| 356 236 | 350 305 | 351 733 | 347 061 | 316 279 | 312 790 | 310 489 | 309 279 | 311 137 |

| 1954    | 1962    | 1968    | 1975    | 1982    | 1990    | 1999    | 2006    | 2011    |
| ------- | ------- | ------- | ------- | ------- | ------- | ------- | ------- | ------- |
| 313 635 | 327 658 | 331 016 | 337 064 | 340 770 | 341 993 | 339 628 | 347 037 | 352 705 |

| 2016    | 2021    | 2022    | - | - | - | - | - | - |
| ------- | ------- | ------- | - | - | - | - | - | - |
| 353 288 | 350 867 | 351 603 | - | - | - | - | - | - |

Les grandes dates de l'évolution démographique de la Charente pendant la période contemporaine sont les suivantes :
- 1801 : Minimum démographique pour le département pour toute la période contemporaine.
- 1851 : Maximum démographique du département non seulement pour tout le XIXe siècle mais également pour toute la période contemporaine.
- 1881 : Continuité de l'exode rural qui devient massif, consécutif cette fois à la crise du phylloxéra qui a commencé à ravager les vignes charentaises à partir de 1875.
- 1906 : Maximum démographique du département pour tout le XXe siècle mais le maximum de population observé en 1851 ne sera pas rattrapé.
- 1921 : Perte démographique record due à la Première Guerre mondiale ; le département enregistre en effet sa plus forte chute de population jamais enregistrée dans toute la période contemporaine (- 30 782 habitants entre 1911 et 1921).
- 1936 : Minimum démographique du département pour tout le XXe siècle.
- 1946 : Chiffre de population le plus bas depuis la Libération.
- 1990 : Le département atteint son meilleur chiffre de population depuis la Libération. Cependant, cet essor démographique est loin du chiffre de 1906.
- 2007 : Le département renoue avec la croissance démographique en ce début du XXIe siècle[Note 2].

## Population par divisions administratives

### Arrondissements
Le département de la Charente comporte trois arrondissements depuis la loi Poincaré de 1926 et s'étend sur une surface totale de 5 956 km2. La population se concentre principalement sur l'arrondissement d'Angoulême, qui recense 52 % de la population totale du département en 2022, avec une densité de 97,4 hab./km2, contre 28 % pour l'arrondissement de Cognac et 20 % pour celui de Confolens.
| Arrondissement  | Population(2022) | Variation(2022/2016)                       | Superficie(km2) | Densité(hab./km2) |
| --------------- | ---------------- | ------------------------------------------ | --------------- | ----------------- |
| Angoulême       | 181 817          | en évolution de +0,2 % par rapport à 2016  | 1 867,6         | 97,4              |
| Cognac          | 98 817           | en évolution de −1,17 % par rapport à 2016 | 1 670,8         | 59,1              |
| Confolens       | 70 969           | en évolution de −1,22 % par rapport à 2016 | 2 417,6         | 29,4              |
| Source : Insee. |                  |                                            |                 |                   |

### Communes de plus de5 000 habitants
Sur les 362 communes que comprend le département de la Charente, 36 ont en 2021 une population municipale supérieure à 2 000 habitants, neuf ont plus de 5 000 habitants et deux ont plus de 10 000 habitants : Angoulême et Cognac.
Les évolutions respectives des communes de plus de 5 000 habitants sont présentées dans le tableau ci-après.
| Commune                   | Population(2022) | Variation(2022/2016)                       | Superficie(km2) | Densité(hab./km2) |
| ------------------------- | ---------------- | ------------------------------------------ | --------------- | ----------------- |
| Angoulême                 | 41 423           | en évolution de −1,22 % par rapport à 2016 | 21,85           | 1 895,8           |
| Cognac                    | 18 466           | en évolution de −1,26 % par rapport à 2016 | 15,5            | 1 191,4           |
| Soyaux                    | 10 057           | en évolution de +7,49 % par rapport à 2016 | 12,76           | 788,2             |
| La Couronne               | 7 759            | en évolution de +0,84 % par rapport à 2016 | 28,82           | 269,2             |
| Saint-Yrieix-sur-Charente | 7 556            | en évolution de +4,32 % par rapport à 2016 | 14,65           | 515,8             |
| Ruelle-sur-Touvre         | 7 396            | en évolution de +2,51 % par rapport à 2016 | 10,66           | 693,8             |
| Gond-Pontouvre            | 5 884            | en évolution de −1,85 % par rapport à 2016 | 7,45            | 789,8             |
| L'Isle-d'Espagnac         | 5 691            | en évolution de +1,35 % par rapport à 2016 | 5,95            | 956,5             |
| Champniers                | 5 237            | en évolution de +1,02 % par rapport à 2016 | 45,29           | 115,6             |
| Source : Insee.           |                  |                                            |                 |                   |

## Structures des variations de population

### Soldes naturels et migratoires sur la période 1968-2021
La variation moyenne annuelle est en baisse depuis les années 1970, passant de 0,3 à −0,1 %.
Le solde naturel annuel qui est la différence entre le nombre de naissances et le nombre de décès enregistrés au cours d'une même année, a baissé, passant de 0,3 à −0,3 %. La forte baisse du taux de natalité, qui passe de 15,1 à 8,7 ‰, n'est pas compensée par une hausse du taux de mortalité, qui parallèlement passe de 11,9 à 12 ‰.
| Indicateurs démographiques                       | 1968 à1975 | 1975 à1982 | 1982 à1990 | 1990 à1999 | 1999 à2010 | 2010 à2015 | 2015 à2021 |
| ------------------------------------------------ | ---------- | ---------- | ---------- | ---------- | ---------- | ---------- | ---------- |
| Variation annuelle moyenne de la population en % | 0,3        | 0,2        | 0,0        | -0,1       | 0,3        | 0,1        | -0,1       |
| - due au solde naturel en %                      | 0,3        | 0,1        | 0,1        | -0,0       | -0,0       | -0,1       | -0,3       |
| - due au solde apparent des entrées sorties en % | -0,1       | 0,0        | -0,0       | -0,0       | 0,4        | 0,2        | 0,2        |
| Taux de natalité en ‰                            | 15,1       | 12,7       | 12,0       | 10,5       | 10,3       | 9,9        | 8,7        |
| Taux de mortalité en ‰                           | 11,9       | 11,3       | 11,3       | 10,9       | 10,8       | 10,9       | 12,0       |
| Source : Insee.                                  |            |            |            |            |            |            |            |

### Mouvements naturels sur la période 2014-2022
En 2014, 3 378 naissances ont été dénombrées contre 3 735 décès. Le nombre annuel des naissances a diminué depuis cette date, passant à 3 016 en 2022, indépendamment à une augmentation, mais relativement faible, du nombre de décès, avec 4 667 en 2022. Le solde naturel est ainsi négatif et diminue, passant de -357 à −1 651.
Pour des raisons techniques, il est temporairement impossible d'afficher le graphique qui aurait dû être présenté ici.

## Densité de population
La densité de population progresse peu en Charente depuis la Libération, en cohérence avec l'évolution démographique générale de la population départementale.
En 2021, la densité était de 58,9 hab./km2.
| 1968 |  | 55.6 |  |

| 1975 |  | 56.6 |  |

| 1982 |  | 57.2 |  |

| 1990 |  | 57.4 |  |

| 1999 |  | 57.0 |  |

| 2010 |  | 59.0 |  |

| 2015 |  | 59.4 |  |

| 2021 |  | 58.9 |  |

## Population rurale et population urbaine

### Une population rurale dominante
En 1999, la population rurale demeure majoritaire en Charente avec 53,1 % comme depuis le lendemain de la Seconde Guerre mondiale où cette proportion était beaucoup plus élevée 66,3 % en 1946.
Trois périodes distinctes marquent l'évolution de la population rurale en Charente depuis la Libération. Après avoir beaucoup diminué entre 1946 et 1975, la population rurale est devenue entre 1975 et 1990, le moteur de la croissance démographique charentaise, mais dans la période 1990-1999, elle a renoué avec la décroissance.

#### Tableau de l'évolution de la population rurale de 1946 à 1999
| Année | Population rurale | Taux de population rurale |
| ----- | ----------------- | ------------------------- |
| 1946  | 206 324           | 66,3 %                    |
| 1954  | 201 199           | 64,2 %                    |
| 1962  | 197 759           | 60,4 %                    |
| 1968  | 173 522           | 53,7 %                    |
| 1975  | 171 080           | 50,8 %                    |
| 1982  | 176 123           | 51,7 %                    |
| 1990  | 182 497           | 53,4 %                    |
| 1999  | 180 244           | 53,1 %                    |

#### La période 1946-1975: chute spectaculaire de la population rurale
La chute spectaculaire de la population rurale entre 1946 et 1975 n'a pas pour autant effacé la prépondérance de la population des campagnes dans le département puisqu'elle demeure majoritaire, même au plus fort du mouvement de l'expansion urbaine qui s'est arrêté en 1975.
Dans cette période où l'urbanisation s'est considérablement développée dans les villes et a vidé progressivement les campagnes, l'arrondissement de Confolens affiche une décroissance démographique très importante. Un grand nombre de ses communes rurales enregistre dans cette période une chute de population spectaculaire. Dans la seule période 1962-1975, cet arrondissement a perdu un dixième de sa population, affectant principalement les communes rurales. Il est passé de 79 280 habitants en 1962 à 70 701 habitants en 1975, perdant 8 579 habitants, soit une baisse de - 10,8 %. Dans le même temps, sa densité de population est passée de 35 hab./km2 à 31 hab./km2 alors que celle du département passait de 55 hab./km2 à 57 hab./km2. Cet écart est allé en se creusant dans les décennies suivantes.
L'arrêt de la croissance urbaine des villes constaté à partir de 1975 n'a pas pour autant entraîné la chute de la population rurale dans les décennies suivantes.

#### La période 1975-1990: la population rurale, moteur de la croissance démographique de la Charente
De 1975 à 1990, la population rurale a alimenté la croissance démographique départementale gagnant dans cette période 11 417 habitants alors que le département ne s'accroissait que de 4 929 habitants.
Cependant, si la population rurale a progressé de 1975 à 1990, celle-ci ne s'est pas faite uniformément puisque l'arrondissement de Confolens a continué de perdre de la population dans cette période.
En fait, cette croissance de la population rurale est imputable au phénomène nouveau de l'"exurbanisation" des villes principales (Angoulême et Cognac) et secondaires (Barbezieux, Jarnac, Ruffec et La Rochefoucauld) qui a commencé dès 1975. Toutes ces villes sans exception ont commencé à perdre de la population à partir de cette date. Les citadins se sont installés de préférence dans les villages et quelques gros bourgs situés en périphérie des villes. Ce mouvement est particulièrement net autour d'Angoulême dans un rayon de dix à plus de vingt kilomètres où un très grand nombre de communes rurales ont été revitalisées par la rurbanisation. Grâce à la péri-urbanisation, un grand nombre de ces communes péri-urbaines ont vu leur population croître dans d'importantes proportions. Une sorte de "banlieue" à la campagne s'est donc spontanément développée autour d'Angoulême principalement, s'étendant notamment dans cinq cantons périphériques (Blanzac, Hiersac, La Rochefoucauld, Saint-Amant-de-Boixe et Villebois-Lavalette).

##### Tableau démographique de quelques cantons péri-urbains autour d'Angoulême et leur évolution démographique entre 1975 et 1990
(Classement des cantons par ordre alphabétique)
| Canton               | Population 1975 | variation 1975/1982 | Population 1982 | variation 1982/1990 | Population 1990 |
| -------------------- | --------------- | ------------------- | --------------- | ------------------- | --------------- |
| Blanzac-Porcheresse  | 6 739           | 4,7 %               | 7 058           | 8,7 %               | 7 672           |
| Hiersac              | 8 361           | 13,9 %              | 9 553           | 13,7 %              | 10 859          |
| La Rochefoucauld     | 13 698          | 7,8 %               | 14 761          | 10,3 %              | 16 277          |
| Saint-Amant-de-Boixe | 6 640           | 11 %                | 7 372           | 3,4 %               | 7 624           |
| Villebois-Lavalette  | 5 912           | 11,7 %              | 6 606           | 10,4 %              | 7 295           |

La rurbanisation est un fait social bien ancré en Charente. En effet, ce mouvement n'a pas touché exclusivement Angoulême et Cognac qui demeurent les principales villes et agglomérations de la Charente mais il s'est également étendu autour des petites villes de l'armature urbaine de ce département moyennement urbanisé. Ainsi ce phénomène de desserrement urbain autour des villes se vérifie-t-il dans la périphérie de Jarnac et de Barbezieux-Saint-Hilaire, même s'il est moins dynamique qu'autour des villes principales, il n'en est pas moins visible.

#### La péri-urbanisation dans lecanton de Jarnacentre 1975 et 1990
| Année | Population du canton | Population de la ville-centre | Population des communes rurales |
| ----- | -------------------- | ----------------------------- | ------------------------------- |
| 1975  | 12 060               | 5 042                         | 7 018                           |
| 1982  | 12 145               | 4 861                         | 7 284                           |
| 1990  | 12 795               | 4 786                         | 8 009                           |

#### La péri-urbanisation dans lecanton de Barbezieuxentre 1975 et 1990
| Année | Population du canton | Population de la ville-centre | Population des communes rurales |
| ----- | -------------------- | ----------------------------- | ------------------------------- |
| 1975  | 10 150               | 5 198                         | 4 952                           |
| 1982  | 10 096               | 5 103                         | 4 993                           |
| 1990  | 9 935                | 4 774                         | 5 161                           |

Il est intéressant de relever que même si le canton de Barbezieux affiche une baisse démographique régulière entre 1975 et 1990, elle ne l'a pas été automatiquement pour la population rurale qui n'a cessé de croître, en partie au profit de la ville-chef-lieu de canton.

#### La période 1990-1999: arrêt de l'essor de la population rurale
Par contre, la période 1990-1999 tranche nettement avec la précédente, étant plutôt négative pour la population rurale comme pour l'ensemble de la population départementale. Elle marque un coup d'arrêt de l'essor de la population rurale en Charente. La crise industrielle qui a également touché les campagnes charentaises y est pour beaucoup et le phénomène de l'exode rural a repris, le département ayant un taux migratoire négatif dans cette période particulièrement difficile.
De plus, la péri-urbanisation a cessé d'être le vecteur principal de la croissance démographique du département. Le mouvement s'est essoufflé mais il a continué autour d'Angoulême, certes à un rythme nettement moins rapide, tandis qu'il s'est arrêté autour de Cognac, Jarnac et Barbezieux. Dans cette période, les cantons péri-urbains autour d'Angoulême affichent une croissance démographique faible et même deux d'entre eux sont en baisse (Blanzac-Porcheresse et Villebois-Lavalette).
Si la population rurale demeure majoritaire en Charente, les villes ont dans un premier temps été le moteur de la croissance démographique départementale avant d'entrer dans une crise profonde, à l'exception notable d'Angoulême.

### L'évolution du taux de population urbaine depuis la Libération
Comme l'indique l'histogramme ci-dessous,  deux phases nettement distinctes apparaissent dans l'évolution du  taux de population urbaine qui n'a jamais franchi la barre des 50 %.
Après avoir progressé de façon remarquable entre 1946 et 1975 où il atteint son taux le plus élevé avec 49,2 %, cette proportion de la population urbaine a par la suite régressé jusqu'en 1990 pour se stabiliser par la suite en 1999.
| 1946 |  | 33.7 |  |

| 1954 |  | 35.8 |  |

| 1962 |  | 39.6 |  |

| 1968 |  | 46.3 |  |

| 1975 |  | 49.2 |  |

| 1982 |  | 48.3 |  |

| 1990 |  | 46.6 |  |

| 1999 |  | 46.9 |  |

### L'évolution de la population urbaine depuis la Libération
Comme l'indique le taux de population urbaine, l'évolution de la population urbaine fait apparaître deux phases très clairement distinctes.

#### Première période (1946-1975): un essor urbain ininterrompu
La première période, qui va de 1946 à 1975, se caractérise par une croissance très vigoureuse et régulière de la population urbaine où celle-ci gagne 61 171 nouveaux citadins. Cet essor remarquable est de + 58,4 % alors que, dans le même temps, le département ne s'est accru que de 25 937 habitants (+ 8,33 %).
Dans cette période de reconstruction de l'après-guerre et d'expansion industrielle qui a surtout profité aux villes, la population urbaine s'est accrue deux fois plus vite que la population départementale. Dans le même temps, le nombre de communes urbaines est passé de 12 à 30 de 1946 à 1975. Par la suite, il n'a pratiquement plus varié.
L'année 1975 marque le maximum démographique de la population urbaine en Charente. Lors de ce recensement, le département comptait alors 8 villes de plus de 5 000 habitants dont Barbezieux (5 198 habitants) et Jarnac (5 042 habitants), ces deux dernières ont d'ailleurs atteint leur maximum démographique cette année-là. De plus, c'est à partir de cette année-là que l'agglomération d'Angoulême franchit pour la première fois de son histoire urbaine le cap des 100 000 habitants, atteignant alors avec ses communes agglomérées 100 528 habitants. Elle était la première agglomération urbaine de la région Poitou-Charentes devançant La Rochelle et Poitiers.

#### Deuxième période (1975-1999): le déclin urbain
La deuxième période est marquée par un déclin urbain continu de 1975 à 1999 où la population urbaine a perdu 7 016 habitants tandis que, dans le même temps, le département s'est accru, certes modérément (+ 2 564 habitants). Le nombre de communes urbaines a très peu évolué, étant en 1999 de 31 mais le département a perdu une unité urbaine dès 1982 (Chabanais).
Dans cette période d'arrêt de l'urbanisation de la Charente, seule l'agglomération d'Angoulême se singularise. Elle s'est accrue aussi bien en population qu'en extension spatiale gagnant 2 communes entre 1975 et 1999 et totalisant 16 communes dans son unité urbaine.
Tableau de l'évolution démographique d'Angoulême et de son agglomération urbaine de 1975 à 1999
| Année | UNITÉ URBAINE | (Nombre de communes urbaines) | dont ville-centre |
| ----- | ------------- | ----------------------------- | ----------------- |
| 1975  | 100 528       | (14)                          | 47 221            |
| 1982  | 103 552       | (15)                          | 46 197            |
| 1990  | 102 908       | (16)                          | 42 876            |
| 1999  | 103 746       | (16)                          | 43 171            |

L'agglomération passe de 100 528 habitants en 1975 à 103 746 habitants en 1999, soit un gain de 3 218 habitants alors que, dans le même temps, la population urbaine a perdu 7 016 habitants. Ce qui a pour conséquence un renforcement du poids démographique de l'agglomération angoumoisine dans la population urbaine de la Charente et qui devient "écrasant" de recensement en recensement. La proportion était de 60,6 % en 1975, elle est passée à 65,1 % en 1999.
Angoulême et son agglomération exercent une influence largement dominante dans l'urbanisation du département mais ne parviennent pas à tirer vers le haut la croissance urbaine. C'est en termes d'aire urbaine que cette attractivité peut se mesurer le mieux.
L'aire urbaine d'Angoulême rassemble 80 communes en 1999 et 153 781 habitants, soit 45,3 % de la population de la Charente. Troisième aire urbaine de Poitou-Charentes après celles de Poitiers et de La Rochelle, elle se caractérise par un dynamisme moyen dans la région.
Cependant, elle fait nettement mieux que la deuxième agglomération du département qui est Cognac.
Dans le même temps, l'unité urbaine de Cognac a perdu une commune (Cherves-Richemont) et est repassée sous les 30 000 habitants depuis 1990.
C'est que l'agglomération cognaçaise a été traversée par une crise économique particulièrement dure avec la disparition de nombreuses industries tandis que des restructurations industrielles particulièrement lourdes ont pesé sur l'emploi. Dans le même temps, la reconversion vers l'économie tertiaire a été lente. Du coup, Cognac et son agglomération ont cessé d'être attractives et ont perdu entre 1975 et 1999 5 486 habitants.
Tableau de l'évolution démographique de Cognac et de son agglomération urbaine de 1975 à 1999
| Année | Unité urbaine | (Nombre de communes urbaines) | dont ville-centre |
| ----- | ------------- | ----------------------------- | ----------------- |
| 1975  | 32 528        | (7)                           | 22 237            |
| 1982  | 31 189        | (7)                           | 20 660            |
| 1990  | 27 468        | (6)                           | 19 528            |
| 1999  | 27 042        | (6)                           | 19 534            |

De plus, l'ancien petit centre industriel de Chabanais qui est situé dans le Confolentais est entré dans un déclin quasi irréversible, perdant même son statut de "commune urbaine" en 1982. Chabanais est d'ailleurs passée sous le seuil des 2 000 habitants en 1999. Ainsi, entre 1975 et 1999, cette commune est-elle passée de 2 434 habitants à 1 944 habitants, affichant une lourde perte démographique de 490 habitants, soit - 20,1 %.
Cette évolution contrastée entre ces deux périodes de l'histoire urbaine de la Charente se lit également dans le nombre de communes et d'unités urbaines qui, depuis 1975, a à peine changé.

##### Tableau de l'évolution urbaine de 1946 à 1999
| Année | Unité urbaine | (Nombre de communes urbaines) | Nombre d'unités urbaines |
| ----- | ------------- | ----------------------------- | ------------------------ |
| 1946  | 104 813       | (12)                          | 14                       |
| 1954  | 112 436       | (17)                          | 14                       |
| 1962  | 129 899       | (18)                          | 11                       |
| 1968  | 157 494       | (23)                          | 11                       |
| 1975  | 165 984       | (30)                          | 11                       |
| 1982  | 164 647       | (30)                          | 10                       |
| 1990  | 159 496       | (30)                          | 10                       |
| 1999  | 159 438       | (31)                          | 10                       |

Au recensement de 1999, une certaine stabilité dans l'évolution de la population urbaine est constatée. L'Insee a inventorié une dizaine d'unités urbaines en Charente en 1999.
L'agglomération d'Angoulême y a un poids écrasant, rassemblant plus des 2/3 de la population urbaine en Charente (65,1 %). En Poitou-Charentes, seules Poitiers et La Rochelle la devancent.

##### Tableau des dix unités urbaines de la Charente en 1999
(Classement par ordre d'importance de population)
| Unité urbaine             | Population   | (Nombre de communes) |
| ------------------------- | ------------ | -------------------- |
| Angoulême                 | 103 746 hab. | (16)                 |
| Cognac                    | 27 042 hab.  | (6)                  |
| Barbezieux-Saint-Hilaire  | 4 819 hab.   | (1)                  |
| Jarnac                    | 4 659 hab.   | (1)                  |
| Ruffec                    | 4 100 hab.   | (2)                  |
| Châteauneuf-sur-Charente  | 3 422 hab..  | (1)                  |
| La Rochefoucauld          | 3 228 hab.   | (1)                  |
| Confolens                 | 2 855 hab.   | (1)                  |
| Chasseneuil-sur-Bonnieure | 2 786 hab.   | (1)                  |
| Roumazières-Loubert       | 2 781 hab.   | (1)                  |

### L'évolution urbaine entre 1999 et 2007
En 1999, la Charente comptabilisait 10 unités urbaines, ce nombre demeure le même en 2007.
Le tableau suivant donne la liste des 10 unités urbaines de la Charente et leur évolution démographique entre 1999 et 2007. Cette liste donne une indication de l'évolution urbaine en Charente qui, en première lecture, montre que l'urbanisation continue de progresser à Angoulême, qu'elle se reprend légèrement à Cognac mais qu'elle régresse dans toutes les petites villes depuis le début du XXIe siècle.

#### Tableau démographique de 10 unités urbaines de la Charente et leur évolution démographique entre 1999 et 2007
(Classement des unités urbaines par ordre démographique de 2007).
| Rang | Unité urbaine             | Population 2007 | variation 2007/1999 | Population 1999 |
| ---- | ------------------------- | --------------- | ------------------- | --------------- |
| 1    | Angoulême                 | 109 009         | 5,1 %               | 103 746         |
| 2    | Cognac                    | 27 203          | == 0,6 %            | 27 042          |
| 3    | Jarnac                    | 4 952           | 6,2 %               | 4 659           |
| 4    | Barbezieux-Saint-Hilaire  | 4 645           | 3,6 %               | 4 819           |
| 5    | Ruffec                    | 4 066           | == -0,8 %           | 4 100           |
| 6    | Châteauneuf-sur-Charente  | 3 451           | == 0,8 %            | 3 422           |
| 7    | La Rochefoucauld          | 3 089           | 4,3 %               | 3 228           |
| 8    | Chasseneuil-sur-Bonnieure | 2 916           | 4,7 %               | 2 786           |
| 9    | Confolens                 | 2 798           | 2 %                 | 2 855           |
| 10   | Roumazières-Loubert       | 2 580           | 7,2 %               | 2 781           |

#### L'agglomération d'Angoulême, une expansion urbaine régulière
Angoulême et son agglomération qui affichent une croissance démographique de 5 263 habitants est l'une des rares unités urbaines du département à croître. Si elle progresse légèrement plus vite que le département, respectivement + 5,1 % et + 2,9 %, l'agglomération angoumoisine doit cette attractivité au fait de l'élargissement de son unité urbaine depuis 1999 où elle gagne deux nouvelles communes, Balzac et Vœuil-et-Giget.
Cette attractivité échappe certes à la ville-centre qui continue de perdre de la population (- 502 habitants) mais elle se confirme nettement dans
les villes de sa proche banlieue, qu'elles soient résidentielles ou ouvrières. En effet, à l'intérieur des limites de son agglomération, toutes les villes de plus de 5 000 habitants sont en croissance démographique, y compris celles qui avaient perdu continuellement de la population depuis 1975, notamment Soyaux et Ruelle-sur-Touvre.
En périphérie de cette agglomération qui rassemble 18 communes urbaines, les communes de son aire urbaine enregistrent des croissances démographiques plus fortes encore. Ce qui est le cas notamment de Champniers qui passe tout juste le cap des 5 000 habitants avec 5 001 habitants et affiche une croissance de + 8,6 %, ou bien encore de Roullet-Saint-Estèphe et de Brie qui ont franchi le seuil des 3 500 habitants avec respectivement 3 686 habitants (+ 4,6 %) et 3 652 habitants (+ 22,6 %), cette dernière affichant l'une des croissances démographiques les plus élevées du département. Dans la périphérie sud-ouest d'Angoulême, Mouthiers-sur-Boëme participe également à cet essor de la péri-urbanisation et fait partie des communes les plus attractives ; elle compte 2 442 habitants en 2007 et enregistre une croissance démographique de + 8,1 %.
L'aire urbaine d'Angoulême rassemble 161 282 habitants en 2007, soit 46,1 % de la population du département, elle a continué de renforcer son poids démographique en Charente. Sa croissance est presque deux fois plus rapide que celle du département, respectivement + 4,9 % et + 2,9 %.
L'agglomération d'Angoulême et sa périphérie semi-urbaine contrastent nettement avec les autres villes dont l'évolution urbaine est nettement moins dynamique.

#### Le léger "regain" de Cognac et de son agglomération
L'agglomération de Cognac s'accroît très légèrement entre 1999 et 2007 avec un gain de population de 161 habitants. Cette légère croissance démographique est à signaler car elle met fin à une longue période de décroissance urbaine depuis 1975 où, à cette date, l'agglomération de Cognac affichait un chiffre de population record de 32 528 habitants.
Certes, à l'instar d'Angoulême, la ville-centre perd de la population avec une baisse de population de 291 habitants entre les deux derniers recensements mais cette décroissance a profité aux villes de sa proche banlieue, en particulier à Châteaubernard qui, avec 3 884 habitants, enregistre l'une des plus fortes croissances urbaines de la Charente (+ 10 %).
Ce léger "regain" de population résulte d'une politique d'urbanisation qui commence à porter ses fruits et qui profitera à terme à la ville-même de Cognac.
Il n'en est pas ainsi des petites villes du département qui sont entrées dans une léthargie ou une crise urbaine de longue durée.

#### La crise urbaine des villes secondaires
Parmi ces villes secondaires qui sont toutes de petites villes mais qui disposent d'équipements à l'échelle de leur canton ou de leur "pays", quatre sont durablement entrées dans une crise urbaine profonde. Il s'agit des villes de Barbezieux, Jarnac, Ruffec et La Rochefoucauld. Leur chute démographique n'a pas été stoppée depuis le début du nouveau siècle, elles ont perdu une réelle attractivité alors que leurs cantons sont attractifs, à l'exception de celui de Barbezieux.
Barbezieux et Jarnac avaient franchi le seuil symbolique des 5 000 habitants en 1975, après avoir connu une forte poussée urbaine depuis la Libération. À partir du recensement de 1975, elles ont régulièrement perdu de la population même si, quelquefois, la première a affiché une reprise démographique qui, cependant, n'a jamais été assez forte pour enrayer son déclin. Ainsi, entre 1975 et 2007, elles ont perdu plus d'un dixième de leur population. Barbezieux-Saint-Hilaire a perdu 513 habitants, soit - 9,9 % et Jarnac - 534 habitants, soit - 10,6 %. Ces deux villes charentaises ne constituent pas des cas isolés dans la région Poitou-Charentes, cette décroissance est également observée dans quelques villes secondaires de la Charente-Maritime à l'instar de Saint-Jean-d'Angély, Pons et Jonzac.
Jarnac bénéficie d'une extension de son unité urbaine avec l'annexion de la commune voisine de Triac-Lautrait, située sur la rive gauche de la Charente. Malgré cette extension urbaine, Jarnac ne dépasse pas les 5 000 habitants et même si elle se situe au 3e rang départemental des unités urbaines de la Charente, son évolution démographique demeure médiocre.
Mais ce sont surtout Ruffec et La Rochefoucauld qui affichent dans cette même période des chutes démographiques plutôt spectaculaires et les plus importantes du département.
Si Ruffec voit sa population relativement se stabiliser entre 1999 et 2007, c'est dans le long terme qu'il faut analyser la situation démographique de cette petite ville. Ruffec a perdu entre 1975 et 2007 647 habitants, soit - 15,3 %.
De même en est-il pour La Rochefoucauld qui perd de la population entre 1999 et 2007 alors que son bilan démographique sur les trente dernières années est particulièrement négatif. Avec une baisse de 610 habitants entre 1975 et 2007, cette petite cité des bords de la Tardoire affiche une perte record de - 16,5 %.
Le cas de La Rochefoucauld surprend par l'ampleur de sa chute démographique alors qu'elle est située dans le canton le plus dynamique de la Charente. Cette petite cité touristique que domine son joli château Renaissance possède pourtant de nombreux atouts, étant entre autres située dans l'orbite d'Angoulême et étant bien reliée à la préfecture charentaise depuis la réalisation de la 2X2 voies de l'axe routier Angoulême-Limoges. Alors que toutes les communes de son canton affichent des croissances démographiques records entre 1999 et 2007, seul ce chef-lieu de canton ne participe pas à ce renouveau.
Le déclin de ces petites villes qui constituent le réseau secondaire urbain de la Charente est également constaté à Châteauneuf-sur-Charente, petite ville riveraine du fleuve éponyme et située aux limites de l'aire urbaine d'Angoulême. Certes, elle résiste mieux que les quatre autres  villes  secondaires précédemment mentionnées mais elle n'exerce aucune attractivité sur son canton. Il s'agit en fait d'un petit centre en léthargie urbaine depuis de longues décennies et qui ne profite pas de l'influence exercée par Angoulême. Châteauneuf-sur-Charente se caractérise ainsi par une stagnation démographique étonnante, oscillant autour des 3 500 habitants depuis le XXe siècle. En 1975, la ville comptait 3 500 habitants, sa population est légèrement passée sous le seuil des 3 500 habitants dès 1999.

#### Le déclin persistant des petites villes du Confolentais
Les trois dernières villes de la liste des unités urbaines de la Charente sont toutes situées dans l'arrondissement de Confolens et aucune d'entre elles ne participe à l'essor urbain du département.
De plus, aucun de ces petits centres ne dépasse les 3 000 habitants au recensement de 2007 alors qu'en 1975, Roumazières-Loubert en comptait 3 146 et qu'en 1982, ils étaient deux à franchir ce seuil avec Confolens (3 009 habitants) et Roumazières-Loubert (3 007 habitants).
Si Confolens est considérée comme la "capitale" de cette petite région, elle n'est pas pour autant un véritable centre attractif. Depuis 1982, sa population n'a cessé de diminuer de recensement en recensement passant de 3 009 habitants en 1982 à 2 798 habitants en 2007, soit une perte démographique de 211 habitants.
Il en est de même pour Roumazières-Loubert dont la chute démographique est beaucoup plus grave. De 1975 à 2007, la ville a perdu 566 habitants, soit - 18 %.
Seul, le gros bourg industriel de Chasseneuil-sur-Bonnieure avec 2 916 habitants en 2007 fait figure d'ilot de résistance dans le Confolentais, sa population ayant crû de + 4,7 % entre les deux derniers recensements. En fait, ce petit centre progresse peu car il comptait 2 903 habitants en 1982 et avait perdu de la population aux recensements de 1990 et 1999.

#### Le bilan urbain du département en 2007
Tel qu'il se présente en 2007, le bilan démographique des villes de la Charente  peut paraître à première vue globalement positif. En cumulant la population des dix unités urbaines - dans leurs limites définies par l'Insee en 2010 -, la population urbaine est de 164 709 habitants en 2007 contre 159 438 en 1999, soit une légère progression de 5 271 habitants. Grâce à la croissance de l'agglomération d'Angoulême, celle-ci compense en grande partie la perte démographique importante des petits centres urbains du département.
En fait, en prenant en compte le critère du taux de population urbaine, le bilan urbain est très légèrement positif mais il demeure toujours inférieur à celui de la population rurale. Ce taux a en effet légèrement augmenté en Charente, passant de 46,9 % en 1999 à 47,1 % en 2007 car la population urbaine a globalement progressé plus vite que celle du département, respectivement +3,3 % et +2,9 %.
Cependant, la Charente demeure le 16e département le plus rural de France et le 1er de la région Poitou-Charentes,.

## Résidences secondaires
Le département comporte une majorité de résidences principales (selon le recensement général de la population du 1er janvier 2008, 6,5 % des logements disponibles dans le département étaient des résidences secondaires) et dans seulement quatre communes principales de la Charente les résidences secondaires et occasionnelles dépassent 10 % des logements totaux.
| Commune            | Population SDC | Nombre de logements | Résidences secondaires | % résidences secondaires |
| ------------------ | -------------- | ------------------- | ---------------------- | ------------------------ |
| Écuras             | 638            | 657                 | 301                    | 45,81 %                  |
| Benest             | 361            | 329                 | 108                    | 32,83 %                  |
| Cellefrouin        | 332            | 364                 | 95                     | 25,95 %                  |
| Brossac            | 535            | 392                 | 958                    | 25,00 %                  |
| Nanteuil-en-Vallée | 1 462          | 987                 | 200                    | 20,26 %                  |
| Saint-Séverin      | 787            | 489                 | 90                     | 18,40 %                  |

La Charente est aussi le quatrième département de France en nombre de résidents britanniques, 5 083 en 2006, juste derrière Paris, la Dordogne et les Alpes-Maritimes,.
Dans la région de Montbron, les villages du Chat dans la commune d'Écuras et de la Prèze dans la commune de Rouzède ont entièrement été construits et habités par des Néerlandais.

## Répartition par sexes et tranches d'âges
La population du département est plus âgée qu'au niveau national.
En 2021, le taux de personnes d'un âge inférieur à 30 ans s'élève à 29,7 %, soit en dessous de la moyenne nationale (35,1 %). À l'inverse, le taux de personnes d'âge supérieur à 60 ans est de 33,4 % la même année, alors qu'il est de 26,6 % au niveau national.
En 2021, le département comptait 170 469 hommes pour 180 398 femmes, soit un taux de 51,41 % de femmes, légèrement inférieur au taux national (51,61 %).
Les pyramides des âges du département et de la France s'établissent comme suit.
| Hommes | Classe d’âge | Femmes |
| ------ | ------------ | ------ |
| 1      | 90 ou +      | 2,7    |
| 9,2    | 75-89 ans    | 12     |
| 20,6   | 60-74 ans    | 21,3   |
| 20,7   | 45-59 ans    | 20,3   |
| 16,8   | 30-44 ans    | 16     |
| 15,6   | 15-29 ans    | 13,4   |
| 16,1   | 0-14 ans     | 14,3   |

| Hommes | Classe d’âge | Femmes |
| ------ | ------------ | ------ |
| 0,7    | 90 ou +      | 1,9    |
| 7,0    | 75-89 ans    | 9,5    |
| 16,6   | 60-74 ans    | 17,5   |
| 20,0   | 45-59 ans    | 19,5   |
| 18,8   | 30-44 ans    | 18,3   |
| 18,3   | 15-29 ans    | 16,7   |
| 18,6   | 0-14 ans     | 16,7   |

## Répartition par catégories socioprofessionnelles
La catégorie socioprofessionnelle des retraités est surreprésentée par rapport au niveau national. Avec 33,8 % en 2021, elle est 7 points au-dessus du taux national (26,8 %). La catégorie socioprofessionnelle des cadres et professions intellectuelles supérieures est quant à elle sous-représentée par rapport au niveau national. Avec 5,8 % en 2021, elle est 4,3 points en dessous du taux national (10,1 %).
| Catégorie socioprofessionnelle                    | 2015    | 2015 | 2021    | 2021 | Détails de l'année 2021 | Détails de l'année 2021 | Détails de l'année 2021            | Détails de l'année 2021            | Détails de l'année 2021            |
| Catégorie socioprofessionnelle                    | Nb      | %    | Nb      | %    | Hommes                  | Femmes                  | Part en % de la population âgée de | Part en % de la population âgée de | Part en % de la population âgée de |
| Catégorie socioprofessionnelle                    | Nb      | %    | Nb      | %    | Hommes                  | Femmes                  | 15 à 24 ans                        | 25 à 54 ans                        | 55 ans ou +                        |
| ------------------------------------------------- | ------- | ---- | ------- | ---- | ----------------------- | ----------------------- | ---------------------------------- | ---------------------------------- | ---------------------------------- |
| Agriculteurs exploitants                          | 5 105   | 1,7  | 4 572   | 1,5  | 3 449                   | 1 123                   | 0,3                                | 2,1                                | 1,3                                |
| Artisans, commerçants, chefs d'entreprise         | 11 165  | 3,8  | 11 411  | 3,8  | 7 758                   | 3 653                   | 0,9                                | 6,5                                | 2,3                                |
| Cadres et professions intellectuelles supérieures | 15 438  | 5,2  | 17 416  | 5,8  | 9 710                   | 7 707                   | 1,4                                | 10,6                               | 3,0                                |
| Professions intermédiaires                        | 35 374  | 11,9 | 36 200  | 12,2 | 16 582                  | 19 618                  | 8,1                                | 22,7                               | 4,3                                |
| Employés                                          | 47 354  | 15,9 | 44 412  | 14,9 | 10 429                  | 33 983                  | 17,0                               | 24,9                               | 6,0                                |
| Ouvriers                                          | 43 976  | 14,8 | 42 412  | 14,2 | 32 531                  | 9 881                   | 17,0                               | 24,3                               | 5,2                                |
| Retraités                                         | 100 508 | 33,9 | 100 645 | 33,8 | 46 458                  | 54 187                  | 0,0                                | 0,2                                | 70,1                               |
| Autres personnes sans activité professionnelle    | 37 970  | 12,8 | 40 702  | 13,7 | 15 757                  | 24 944                  | 55,4                               | 8,7                                | 7,7                                |
| Ensemble                                          | 296 890 | 100  | 297 770 | 100  | 142 673                 | 155 096                 | 100                                | 100                                | 100                                |
| Sources : Insee,.                                 |         |      |         |      |                         |                         |                                    |                                    |                                    |